# Back in the World
Back in the World is de zeventiende aflevering van het elfde seizoen van de televisieserie ER, die voor het eerst werd uitgezonden op 24 maart 2005.

## Verhaal
Dr. Rasgotra hoort tot haar grote verrassing dat dr. Gallant in Chicago is met de verbrande patiënte uit Irak. Eerst zij is teleurgesteld dat hij haar nog niet opgezocht heeft maar later komen zij samen en hebben een romantische nacht. 
Taggart krijgt bezoek van haar ex-man Steve, Martin ontdekt dat hij in de gevangenis heeft gezeten in Colorado. Steve wil met Alex, de zoon van Taggart, met de spullen uit haar appartement vluchten naar Florida, dr. Kovac kan dit voorkomen. 
Dr. Pratt behandeld een jonge jongen die gewond is geraakt door zijn eigen revolver, hij kreeg deze revolver van zijn moeder voor zelfbescherming. Hij ontmoet Olivia Evans, zij werkt voor een antigeweld organisatie genaamd CeaseFire. Hij is onder de indruk van haar en vraagt haar om te helpen met een andere patiënt. 
Dr. Carter heeft geïnvesteerd in een kliniek, hij is alleen bang dat deze kliniek meer geïnteresseerd is in glamour dan geneeskunde. 

## Rolverdeling

### Hoofdrollen
- Noah Wyle - Dr. John Carter
- Maura Tierney - Dr. Abby Lockhart
- Mekhi Phifer - Dr. Gregory Pratt
- Goran Višnjić - Dr. Luka Kovac
- Sherry Stringfield - Dr. Susan Lewis
- Parminder Nagra - Dr. Neela Rasgrota
- Shane West - Dr. Ray Barnett
- Sharif Atkins - Dr. Michael Gallant
- Leland Orser - Dr. Lucien Dubenko
- John Aylward - Dr. Donald Anspaugh
- Linda Cardellini - verpleegster Samantha 'Sam' Taggart
- Oliver Davis - Alex Taggart
- Laura Cerón - verpleegster Chuny Marquez
- Yvette Freeman - verpleegster Haleh Adams
- Lily Mariye - verpleegster Lily Jarvik
- Lyn Alicia Henderson - ambulancemedewerker Pamela Olbes
- China Shavers - Olivia Evans
- Troy Evans - Frank Martin

### Gastrollen (selectie)
- Garret Dillahunt - Steve Curtis
- Raphael Sbarge - Mr. Kirkendall
- Marc John Jefferies - Victor Hopkins
- Adina Porter - Mrs. Hopkins
- Al Arasim - Murray
- Xaypani Baccam - Staley
- Jasmine Di Angelo - Jamila